# Російсько-турецькі відносини
Росі́йсько-туре́цькі відно́сини — міждержавні політичні, економічні та культурні відносини між Росією та Туреччиною впродовж історії.
Дипломатичні відносини між державами були встановлені в 1701, коли в Константинополі відкрилося посольство Московського царства. До встановлення дипломатичних відносин існували двосторонні міждержавні зв'язки з часів послання князя Івана III з питань морської торгівлі, спрямованого 30 серпня 1492 османському султану Баязиду II.
За даними на 2014, Туреччина була п'ятим за величиною торговим партнером Росії. У 2014 сумарний торговий оборот між Туреччиною і Росією становив майже $44 млрд; за цим показником Туреччина перевершила Білорусь, Казахстан і Україну. Туреччина також була другим за обсягами (після Німеччини) ринком збуту для російського газу, і найпопулярнішим серед російських туристів місцем відпочинку.
Відносини між двома країнами значно погіршилися після російської інтервенції в Сирію та масових бомбардувань російськими бомбардувальниками цивільних об'єктів на прилеглій до Туреччини території Сирії, переважно заселеної туркоманами. Після збиття Туреччиною російського бомбардувальника в листопаді 2015 року відносини значно погіршились.

## Сучасний етап відносин
2016, 19 грудня — напад на посла Росії в Туреччині, що  стався в центрі сучасного мистецтва в столиці Туреччини. У посла стали стріляти, коли він виголошував промову з трибуни під час відкриття виставки.

### Відносини після початку агресії Росії в Сирії

#### Блокада морських транспортних перевезень
13 грудня 2015 Російське військове судно в нейтральних водах відкрило вогонь у бік турецького рибальського човна в Егейському морі неподалік грецького острова Лемнос.
16 грудня 2015 в різних портах Туреччини було затримано 27 російських суден. Затримання відбулись у відповідь на дії Росії, яка затримала 8 суден під турецькими прапорами. Надвечір того ж дня конфлікт із затриманням суден був залагоджений.